# Дублон
Дублон (на испански: doblon от doble „двоен“) е название на златни монети в Испания и американските и колонии, в обращение от 1497 г. до 1868 г., когато се въвежда песетата като монетна единица.
Първоначално дублони се наричат златните монети excelente mayor на католическите крале Исабела I Кастилска и Фернандо II Арагонски. Реформите на тези владетели включват и златното монетосечене. С указ от 1497 г. се премахват предишните монетни системи в Испания и се налага ново, унифицирано монетосечене. Въвежда се excelente – златна монета равна на венецианския дукат, а сребърните монети се заменят от реала, равен на 34 мараведи. Един excelente се е равнявал на 374 мараведи, или 11 реала. С малки изменения, тази система служи на Испания и обширните и колониални владения през следващите триста години. Названието дублон, използвано за excelente mayor, вероятно се дължи на стойността от два дуката или на изображението на двамата монарси.
През 1535 г., в Барселона, за пръв път се отсича златно ескудо (escudo de oro). Теглото му е 3,40 грама, а стойността 330 мараведи. С налагането на ескудо де оро, вече със стойност от 400 мараведи, като единица на златното монетосечене в Испания, от Фелипе II през 1566 г., дублони започват да се наричат монетите от две златни ескудо с тегло от 6,80 грама злато. Двойното ескудо е известно още и като пистол. Монетите от четири ескудо се наричат doblon de a cuatro, а тези от осем ескудо – doblon de a ocho.
Испано-мексиканските златни двойни пистоли (4 ескудо) широко се разпространяват в Европа между 16 и 18 век и стават известни като испански дублони. Впоследствие, най-популярни под името испански дублони са четворните пистоли (8 ескудо), наричани също квадрупли (от итал. quadruplo – четворен).
През 1537 г. дублонът от осем ескудо е фиксиран на 27,4680 грама злато с чистота 0,92 (22 карата). През 1728 г. теглото му е намалено на 27,06429 грама, а през 1772 г. чистотата на метала е намалена на 0,90103. Незначителната промяна в чистотата на метала и теглото на дублона в рамките на близо 250 години спомага за стабилността на стойността му и функцията му на стандарт за други монети. В периода 1786 – 1848 г., чистотата на златото в дублона е 0,875 (21 карата).